# John Doherty
John Herbert Doherty (ur. 12 marca 1935 w Manchesterze, zm. 13 listopada 2007 tamże) – angielski piłkarz, zawodnik Manchesteru United. Z drużyną tą wywalczył tytuł mistrza Anglii w 1956 r.
John Doherty zmarł 13 listopada 2007 r. w wieku 72 lat. Przyczyną jego śmierci był rak płuca.

## Kariera piłkarska
Swoją karierę piłkarską John Doherty rozpoczął w 1952 roku właśnie w Manchesterze. W październiku 1957 r. przeszedł do Leicesteru City. Występował w nim przez jeden sezon. Później przeniósł się do drużyny Rugby Town F.C., a następnie do Altrincham.

## Sukcesy piłkarskie
- mistrzostwo kraju (1956) z Manchesterem United